# 糸井博明
糸井 博明（いとい ひろあき、1974年 -）は、京都府宮津市出身の作家、障害者生活支援員、引きこもり支援活動家。
14歳から31歳までの17年間、引きこもりを経験した。

## 経歴
父親は会社員で、母親は美容院経営の美容師。
中学時に授業に付いていけなくなった事をきっかけに学校に行けなくなった。当時祖母と父親の仲が悪く、父親はそのストレスを物に当たったり壊したりして解消しており、糸井は家でも怯えるような毎日を過ごしていた。「祖母や父親の顔色をうかがい、どうすり抜けようか、生き延びようか考えていた」と語っており、誰にも相談する事ができなく、部屋から出られなくなったという。
引きこもり始めてから15年目には髪は膝下まで伸び、歯も欠け、体は限界に達していた。
その後に自らSOSを出した事で精神科の閉鎖病棟へ約3年間入院し、強引に引きこもりから脱した。
退院後に様々な仕事を経験した後、就労継続支援B型「たんば園」（兵庫県）にて障害者生活支援員となる。
2020年代に入り、テレビ局等の報道機関に多く報道されるようになり、多くの人々に存在を知られるようになった。
2024年3月6日、自らの引きこもり経験を記した自伝『スイングバイ: 17年間の引きこもりを経て、社会復帰を目指し一歩ずつ歩み続けた今、伝えられること』を発表し、現在は引きこもり支援活動家として講演会等にても積極的に活動している。

## 書籍
- 糸井 博明『スイングバイ: 17年間の引きこもりを経て、社会復帰を目指し一歩ずつ歩み続けた今、伝えられること』パレード、2024年3月6日。ISBN 9784434335587。